# Gare de Pontanevaux
La gare de Pontanevaux est une gare ferroviaire française de la ligne de Paris-Lyon à Marseille-Saint-Charles, située à Pontanevaux, sur le territoire de la commune de La Chapelle-de-Guinchay, dans le département de Saône-et-Loire, en région Bourgogne-Franche-Comté.
Elle est mise en service en 1854 par la Compagnie du chemin de fer de Paris à Lyon (PL). C'est une halte voyageurs de la Société nationale des chemins de fer français (SNCF) du réseau TER Auvergne-Rhône-Alpes, desservie par des trains express régionaux.

## Situation ferroviaire
Établie à 192 mètres d'altitude, la gare de Pontanevaux est située au point kilométrique (PK) 450,712 de la ligne de Paris-Lyon à Marseille-Saint-Charles, entre les gares de Crêches-sur-Saône et de Romanèche-Thorins.

## Histoire
La « station de Pontanevaux » est mise en service le 10 juillet 1854 par la Compagnie du chemin de fer de Paris à Lyon (PL), lorsqu'elle ouvre à l'exploitation la section de Châlon (Saint-Côme) à Lyon (Vaise) de sa ligne de Paris à Lyon.

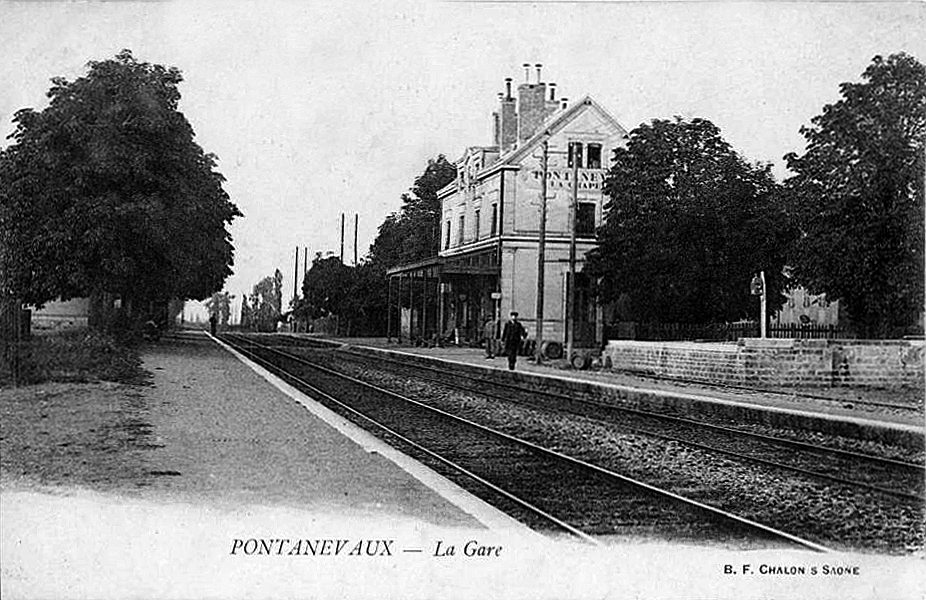
La gare vers 1900

Comme toutes les gares intermédiaires d'origine de la ligne, elle comporte un bâtiment voyageurs dû à l'architecte de la Compagnie PL Alexis Cendrier.
En 1865, la Compagnie des chemins de fer de Paris à Lyon et à la Méditerranée (PLM) fait installer en gare des appareils appelés « sémaphores » pour maintenir la distance réglementaire entre les trains qui se suivent.
La « gare de Pontanevaux » figure dans la nomenclature 1911 des gares, stations et haltes, de la Compagnie des chemins de fer de Paris à Lyon et à la Méditerranée (PLM). Elle porte le no 12 de la ligne de Paris à Marseille et à Vintimille (4e Section). C'est une gare ouverte au service complet de la Grande Vitesse (GV) et de la Petite Vitesse (PV).

## Service des voyageurs

### Accueil
Halte SNCF, c'est un point d'arrêt non géré (PANG) à accès libre.

### Desserte
Pontanevaux est une halte voyageurs du réseau TER Bourgogne-Franche-Comté, desservie par des trains express régionaux TER Rhône-Alpes de la relation : Mâcon - Lyon-Perrache (- Valence).

### Intermodalité
Le stationnement des véhicules est possible à proximité de l'ancien bâtiment voyageurs.